# Bernard Travers
Bernard Travers, també anomenat Barney Travers, (Sunderland, 24 d'agost de 1894 - Sunderland, 16 de febrer de 1995) fou un futbolista anglès de la dècada de 1920.

## Trajectòria
Jugà als clubs Sunderland Co-op, Oak Villa, Lambton Star i Sunderland West End, fins que el juliol de 1919 fitxà pel Sunderland AFC. En total jugà 63 partits i marcà 28 gols amb el Sunderland. El 21 de febrer de 1921 fou traspassat al Fulham FCon for £3.000. Posteriorment fou suspès per la Football Association per una presumpta venda de partits.
Marxà d'Anglaterra i esdevingué jugador-entrenador del Vienna el maig de 1922. La temporada 1924-25 arribà a Catalunya fitxant pel Centre d'Esports Sabadell com a jugador-entrenador. Durant aquests anys es feu anomenar Hill, per no ser relacionat amb l'escàndol de Fulham. L'any 1924 disputà un partit amistós amb el Barça, on marcà un gol.